# Juegos de amor y poder
Juegos de amor y poder es una telenovela mexicana de suspenso y drama policíaco producida por Carlos Bardasano para TelevisaUnivision, en el 2025. La telenovela está basada en la historia chilena de 2019 creada por Luis Ponce, Juegos de poder, siendo adaptado por Ximena Suárez y Julián Aguilar. Se estrenó primero en Estados Unidos a través de Univision el 17 de marzo de 2025, mientras que en México se estrenó a través de Las Estrellas el 31 del mismo mes.
Está protagonizada por Claudia Martín, Arap Bethke, Eduardo Santamarina y Mayrín Villanueva.

## Reparto
Una lista del reparto confirmado se publicó a través de la página web oficial de Las Estrellas el 21 de octubre de 2024.
- Claudia Martín como Luciana Espinoza[7]
- Arap Bethke como Roberto Roldán
- Eduardo Santamarina como Enrique Ferrer[8]
- Mayrín Villanueva como Inés Avendaño[8]
- Alejandra Barros como Mariana Avendaño
- Juan Soler como Leonardo Vidal
- Lorena Graniewicz como Karina Cortés
- Carlos Said como Guillermo «Memo» Solís[9]
- Javo Benítez
- Lambda García como Patricio Ferrer Avendaño
- Jorge Losa
- Sylvia Pasquel como Sofía Durán
- Gabriela Platas como Elena Leal
- Ariana Saavedra como Alexandra Muñoz
- Edward Castillo como Daniel Saldaña
- Alejandro Tommasi como Francisco Avendaño
- Juan Carlos Barreto
- Arleth Terán
- Alan Slim como Germán Torres[9]
- Adriana Williams como Victoria Jiménez
- Erik Díaz como Joaquín Rivas
- Cinthia Aparicio
- Mauricio Pimentel como Omar Saldaña
- Rodolfo Arias
- Olivia Duflos como Gabriela «Gaby» Roldán
- Paulina Ruiz Menéndez
- Ana de Villa
- Tristán Maze como Adrián Ferrer Avendaño
- Vane Olaguera
- Valeria Florian
- Omar Germenos
- Roberto Mateos
- Paola Toyos

## Producción
En agosto de 2024, se reportó que Carlos Bardasano inició la preproducción de su siguiente proyecto, y a diferencia de sus anteriores trabajos en TelevisaUnivision, es el primero el que hace en solitario tras su salida de la productora W Studios. El 14 de octubre de 2024, fueron confirmados los actores Claudia Martín y Arap Bethke para los roles protagónicos. La producción inició rodaje el 17 de octubre de 2024. El 20 de enero de 2025, mientras se filmaba en unas oficinas ubicadas en el piso 18 de un edificio en Paseo de la Reforma, se desató un incendio debido a un cortocircuito eléctrico, por lo que varios miembros del equipo de producción —incluidos actores del reparto— fueron hospitalizados debido a la inhalación de humo. El rodaje de la telenovela finalizó el 13 de febrero de 2025.

## Emisión
En Estados Unidos, la telenovela se estrenó a través de Univision el 17 de marzo de 2025 en sustitución del programa C.D.I. Código de investigación,  y finalizó el 30 de junio del mismo año. En México, la telenovela se estrenó —dos semanas después que en Estados Unidos— a través de Las Estrellas el 31 de marzo de 2025 en sustitución de El gallo de oro.